# Бандунг
Бандунг (инд. Kota Bandung) главни је град провинције Западна Јава на индонежанском острву Јава.
Град је на 768 m надмосрке висине, окружен вулканским планинама и има свежију климу од остатка земље. Средња температура је целе године око 23,6 °C.
То је четврти индонежански град по величини са око 2,77 милиона становника (7,4 милиона у ширем подручју).
У Бандунгу је 1955. године одржана Бандуншка конференција, састанак председника већег броја држава Азије и Африке на којој се расправљало о политици нових држава насталих од бивших колонија, сматра се да је ова конференција била значајан корак у оснивању Покрета несврстаних.

## Становништво
| 2010.     |
| --------- |
| 2.393.688 |

## Партнерски градови
- Брауншвајг
- Бари
- Форт Ворт
- Suwon